# Уфа (футбольний клуб)
Футбольний клуб «Уфа» (башк. «Өфө» футбол клубы, рос. Футбольный клуб «Уфа») — російська футбольна команда з міста Уфа, заснована 23 грудня 2010. Нині виступає в російській Прем'єр-лізі.

## Історія

### Створення
Влітку 2010 року Президент Башкортостану Рустем Хамітов заявив про необхідність створення в Уфі команди рівня Прем'єр-ліги. Планувалося назвати команду «Сармат», але проти цього виступив особисто Президент республіки. У підсумку за назву було обрано «ФК Уфа».
ДАуП

### 2010—2014
23 грудня 2010 команда ФК «Башінформзв'язок-Динамо» (виступала у другому дивізіоні ПФЛ у 2009–2010 роках) була переформована у ФК «Уфа». Для початку команда мала потрапити в Перший дивізіон. Для досягнення цієї мети тренерський штаб очолив Андрій Канчельскіс.
2 липня 2012 на позачерговому засіданні загальних зборів ФНЛ футбольний клуб «Уфа» долучили до ФНЛ. У своєму першому в історії сезоні команда посіла 6 місце, ставши найкращим новачком ФНЛ. У міжсезоння команду полишили основний воротар команди Євген Кобозев який приєднався до «Терека». Також розташування команди полишили капітан Михайло Попов, який перейшов в «СКА-Енергію» та найкращий бомбардир Михайло Маркос.

### Роки в еліті

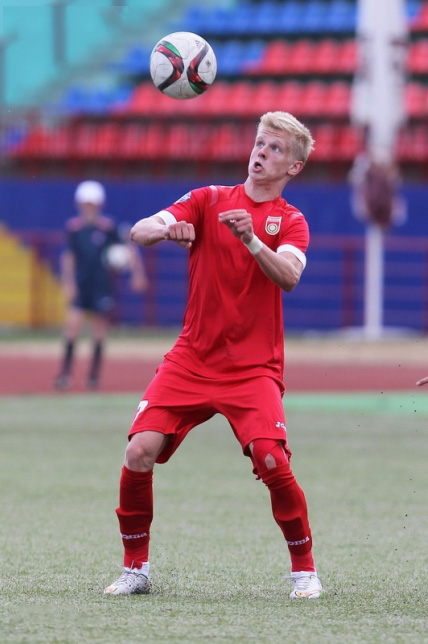
Олександр Зінченко

За підсумками сезону 2013–2014 команда посіла 4 місце і вийшла на стадію стикових зустрічей, де суперником «Уфи» стала «ФК Том». Перша гра відбулася 18 травня 2014 року на місцевому стадіоні «Динамо» і закінчилася з рахунком 5:1, покер оформив Дмитро Голубов та ще один м'яч забив Вільям. Повторна зустріч відбулася 22 травня 2014 року в Томську на стадіоні «Труд». Матч закінчився з рахунком 3:1 на користь «Томі», що дозволило «Уфі» вперше у своїй історії піднятися в Прем'єр-лігу. За підсумками першого сезону в прем'єр-лізі «Уфа» посіла 12 місце, що дозволило команді зберегти місце в елітному дивізіоні на наступний сезон.

## Склад команди
Станом на 27 червня 2021 року

| №  | Поз. | Нац.     | Гравець         |
| -- | ---- | -------- | --------------- |
| 1  | ВР   | Росія    | Олексій Чернов  |
| 3  | ЗХ   | Росія    | Павло Аликін    |
| 4  | ЗХ   | Росія    | Олексій Нікітін |
| 5  | ЗХ   | Словенія | Боян Йокич      |
| 7  | ПЗ   | Росія    | Дмитро Сисуєв   |
| 8  | ПЗ   | Бурунді  | Парфе Бізоза    |
| 11 | ЗХ   | Сербія   | Неманья Милетич |
| 15 | ЗХ   | Росія    | Костянтин Плієв |
| 16 | ВР   | Росія    | Юрій Шафинський |
| 19 | ПЗ   | Росія    | Олег Іванов     |

| №  | Поз. | Нац.     | Гравець                              |
| -- | ---- | -------- | ------------------------------------ |
| 22 | ПЗ   | Росія    | Артем Голубєв                        |
| 24 | ПЗ   | Хорватія | Філіп Мрзляк                         |
| 29 | ПЗ   | Росія    | Владислав Камілов                    |
| 31 | ВР   | Росія    | Олександр Бєлєнов                    |
| 32 | ЗХ   | Австрія  | Моріц Бауер (в оренді з «Сток Сіті») |
| 33 | ЗХ   | Росія    | Олександр Сухов                      |
| 55 | ЗХ   | Грузія   | Джемал Табідзе                       |
| 57 | НП   | Росія    | В'ячеслав Кротов                     |
| 75 | НП   | Росія    | Тимур Жамалетдінов                   |
| 82 | ПЗ   | Росія    | Микита Бєлоусов                      |